# Hunkunti, Lingsugur
Hunkunti là một làng thuộc tehsil Lingsugur, huyện Raichur, bang Karnataka, Ấn Độ.